# سامانتا باند
سامانتا باند (انگلیسی: Samantha Bond؛ زادهٔ ۲۷ نوامبر ۱۹۶۱) یک بازیگر اهل بریتانیا است.
از فیلم‌ها یا برنامه‌های تلویزیونی که وی در آن نقش داشته است، می‌توان به گولدن‌آی، روزی دیگر بمیر، فردا هرگز نمی‌میرد، دنیا کافی نیست، اما و ان‌سی‌اس: تعقیب اشاره کرد.